# Catoptropteryx nigrospinosa
Catoptropteryx nigrospinosa är en insektsart som först beskrevs av Brunner von Wattenwyl 1891.  Catoptropteryx nigrospinosa ingår i släktet Catoptropteryx och familjen vårtbitare. Inga underarter finns listade i Catalogue of Life.